# Георги Митов (волейболист)
Георги Митов е български волейболист, който играе в националния отбор на България U-19. От есента на 2021 година е състезател на новия член на волейболната Efbet Супер Лига на България ВК Сливнишки герой (Сливница), като преотстъпен от ВК Левски.
Световен вицешампион с Националния отбор U-19 от първенството в Иран 2021 г.